# お宝ちゃん
『お宝ちゃん』（おたからちゃん）は、2020年10月3日から2022年3月19日までテレビ愛知で放送されていた情報番組。

## 概要
テレビ愛知の同枠で2017年4月より放送されていた『土曜なもんで!』、2019年4月より放送されていた『くすぐる』の後継番組、MCに俳優の金子貴俊を迎え武田知沙アナウンサーは前番組から続投する。

## 番組の終焉
2022年3月19日をもって終了した。これによりテレビ愛知のローカル情報番組は土曜午前から撤退することとなり、2022年4月からローカル情報番組枠を金曜日夕方に放送を移動して後継番組として『キン・ドニーチ』を開始することになった。

## 放送時間
いずれも日本標準時。
- 土曜 11:03 - 11:45 （2020年10月3日 - 最終回）

## 出演者

### レギュラー
☆は前番組「くすぐる!」からの継続出演者
- 金子貴俊
- 武田知沙 ☆ （当時：テレビ愛知アナウンサー・）

### リポーター
- 町田こーすけ (@delasuki_match) - X（旧Twitter）（2021年3月まではデラスキッパーズとして出演）
- かほなん（2021年10月から）
- 大前りょうすけ☆（プリンセス金魚)
- 三浦志麻 (@shima_miura) - Instagram
- 絵になる小木曽さん (@ryu_ryu_ryu_93) - Instagram
- 鎌田菜月 (SKE48)
- 古畑奈和（当時SKE48)
- 小林美鈴
- アホロートル安田 (@axoyasuda) - Instagram
- 中山真希 (@nmnm0712) - X（旧Twitter）

## 過去の出演者

### リポーター
- 紅愛（麗麗）（2021年12月まで）
- 近藤りょーじ（麗麗）（2021年12月まで）
- 谷真理佳 （SKE48）（2021年12月まで）
- 中山祐稀（2021年12月まで）

## スタッフ
- 制作著作 - テレビ愛知